# Zeebrems
De zeebrems (Paragnathia formica) is een pissebed uit de familie Gnathiidae. De wetenschappelijke naam van de soort is voor het eerst geldig gepubliceerd in 1864 door Hesse.